# Sympherta sulcata
Sympherta sulcata är en stekelart som först beskrevs av Thomson 1894.  Sympherta sulcata ingår i släktet Sympherta och familjen brokparasitsteklar. Arten är reproducerande i Sverige. Inga underarter finns listade i Catalogue of Life.